# Тибет на восьмому поверсі
«Тибет на восьмому поверсі» — роман українського письменника Анатолія Дністрового, опублікований в 2013 році видавництвом «Піраміда» (Львів), у серії «Приватна колекція» (видавничий проект Василя Ґабора). Роман раніше виходив під назвою «Патетичний блуд» (2005).
«Тибет на восьмому поверсі» — завершальний роман молодіжної трилогії («Місто уповільненої дії», «Пацики») Анатолія Дністрового, присвячений будням студентського середовища ранніх 90-х.

## З анотації
Твір написаний у жанрі «університетського роману» (campus novel), дія якого відбувається в Ніжинському університеті та його гуртожитках на початку 90-х минулого століття. На тлі перехідного часу — соціальної депресії та економічного дефолту — Дністровий показує цікаву картину Ніжина ранньої незалежності, переконливо передає атмосферу університетського життя та буденщини студентських гуртожитків, сповідування молоддю «скороминучих» інтелектуальних мод. Попри показову безтурботність і розкутість поведінки головних героїв, вони приречені жити винятково днем теперішнім, оскільки майбутнє нікому нічого не обіцяє.

## Видання
Анатолій Дністровий. Тибет на восьмому поверсі. Роман. — Львів: Піраміда, 2013, 164 с. (серія «Приватна колекція»)

·